# Nos (film)
 For alternative betydninger, se Nos. (Se også artikler, som begynder med Nos)
Nos (russisk: Нос) er en sovjetisk spillefilm fra 1977 af Rolan Bykov, på baggrund af Nikolaj Gogols novelle Næsen (1835-36).

## Medvirkende
- Rolan Bykov som Kovalev
- Zinaida Slavina som Praskovya Osipovna
- Ija Savvina
- Zinaida Sjarko
- Jelena Sanajeva